# USS La Salle (AGF-3)
USS La Salle (LPD-3/AGF-3) bio je treći i posljednji izgrađeni desantno-transportni brod dok (LPD) klase Raleigh, a kasnije je služio i kao zapovjedni brod u ratnoj mornarici SAD-a. Ime LaSalle je dobio po gradu u saveznoj državi Illinois koji je nazvan prema francuskom istraživaču Robertu Cavelieru de La Salleu.
Brod je porinut 3. kolovoza 1963., a u službu američke ratne mornarice je ušao 22. veljače 1964. godine pod zapovjedništvom kapetana Edwarda H. Winslowa. Razriješen je službe 27. svibnja 2005. nakon čega je 12. travnja 2007. potopljen kao meta u vojnoj vježbi. Brod je tonuo 12 sati i tijekom tog vremena je pogođen raznim oružjem.

## Razvoj i gradnja
U drugoj polovici pedesetih godina u američkoj ratnoj mornarici javila se potreba za zamjenom postojećih desantno-transportnih brodova (LPA) poput klasa Haskell i Bayfield te djelomično i za zamjenom desantno-teretnih brodova (LKA), primjerice klasa Andromeda i Rankin (sve spomenute klase zasnivale su se na dobro znanom ratnodobnom tipu Victory), desantnih brodova dokova (LSD) klasa Ashland i Casa Grande. Novi desantni brodovi razvijeni su na temelju iskustava s klasom Thomaston LSD-281 čijih je osam jedinica ušlo stavljen na povećani kapacitet prijevoza trupa i opreme, veliku fiksnu letnu palubu za prihvat u službu između 1954. i 1958. godine. Tijekom projektiranja naglasak je desantnih helikoptera te veća skladišta za teret i garaže za vozila, no, dok u krmi za ukrcaj desantnih plovila nešto je smanjen.
Gradnja prve jedinice nove klase, tada klasificirane kao desantno-transportni brodovi dokovi (LPD), odobrena je u fiskalnoj godini 1959. Kobilica je položena 23. lipnja 1960., brod je porinut 17. ožujka 1962., da bi ušao u flotu 8. rujna iste godine kao USS Raleigh (LPD-1), a otpisan je 1991. Druga jedinica odobrena je 1960., počela se graditi 19. studenog 1960., porinuta je 15. rujna 1962., a u službu ulazi 11. svibnja 1963. pod imenom USS Vancouver (LPD-2) otpisana je 1992. godine.
Sadašnji zapovjedni brod šeste flote počeo se graditi kao treći i posljednji brod klase Raleigh LPD-1, čija je gradnja odobrena u fiskalnoj godini 1961. Kobilica je položena 2. travnja 1962. u brodogradilištu New York Naval Shipyard u Brooklynu, u kojem su izgrađene i prve dvije jedinice, po tadašnjoj cijeni od oko 29 milijuna dolara po brodu. Porinuće je uslijedilo 3. kolovoza 1963., dok u službu Atlantske flote američke ratne mornarice ulazi 22. veljače 1964. kao desantni brod USS LaSalle (LPD-3), dobivši ime po gradu La Salle u saveznoj državi Illinois. Nakon osam godina uporabe dobilo je ulogu zapovjednog broda.

## Izgled
Trup broda USS LaSalle imao blago skošen pramac i visoko nadgrađe, a u njegovoj se krmenoj težini nalazio zatvoreni naplavni dok duljine 51,2 i širine 15,2 m s palubom za ukrcaj malih desantnih plovila koji je na plosnatom krmenom zrcalu bio zatvoren velikom rampom. Pramčani kaštel, na kome su nekad bile smještene topničke instalacije kalibra 76,2 mm, poput velikog kutijastog nadgrađa sezao je do bokova. U nadgrađu visokom do pet paluba nalazilo se dio za posadu te zapovjedna i komunikacijska središta. Tijekom gradnje USS LaSalle je s prednje strane nadgrađa, ispod zapovjednog mosta, dobio posebni zatvoreni admiralski most (jedini u svojoj klasi), a iznad zapovjednog mosta je otvoreni most s kojeg su se nekad nadzirale desantne operacije.
Na krovu nadgrađa je bio jedan (u početku tronožni, kasnije cijevasti) jarbol koji nosi više različitih antena i senzora te razna posebna rešetkasta postolja većinom s komunikacijskim antenama. Na krmenom kraju nadgrađa je bila paluba za smještaj malih desantnih plovila (na AGF-3 ondje se smješta admiralska barkasa i razne pomoćne brodice), a na čijem je kraju, uz desni bok, bila velika okretna dizalica za njihov iskrcaj i ukrcaj, dok je na lijevom boku iza dimnjaka krmene strojarnice nekadašnja kabina za nadzor slijetanja i polijetanja helikoptera. Slijedila je prostrana letna paluba s prevjesom preko bokova, koja na lijevom boku ima dograđen hangar za helikopter. Na hangaru i visokom rešetkastom jarbolu su kupole antena satelitskih komunikacijskih sustava, dok je između njega i desnog boka broda iznad palube bila velika rešetkasta konstrukcija tende (nadstrešnice) koja se prema potrebi (primjerice, kod svečanosti ili protokolarnih aktivnosti) pokriva platnom.
USS LaSalle je prije pregradnje poput ostalih desantnih brodova klase Raleigh mogao primiti do oko 2500 tona tereta i do 930 vojnika. U suhom doku (ispod čijeg krova je šest mostnih dizalica) moglo se ukrcati više malih desantnih plovila u različitim kombinacijama, primjerice, jedno plovilo tipa LCU i tri tipa LCM(6) ili četiri tipa LCM(8) ili 20 amfibijskih transportera LVT. Uz njih, na palubi na stražnjem dijelu nadgrađa mogla su se ukrcati dva plovila LCM(6) ili četiri male desantne brodice LCPL. Kao i kod ro-ro brodova rampe unutar trupa omogućavale su kretanje vozila između letne palube, garaža i doka te znatno povećale brzinu ukrcaja i iskrcaja, čemu su doprinosila i bočna vrata za vozila.
Posadu samog broda činili je 21 časnik, te 490 dočasnika i mornara. Uz posadu broda na brodu je stalno bilo ukrcano i zapovjedno osoblje šeste flote koje je najčešće činilo 48 časnika te 90 dočasnika i mornara, no njihov broj je ponešto varirao u zavisnosti od predviđene zadaće.
Zadnja je laka istisnina broda bila 8040 tona, a puna 13.900 tona, dok je prije posljednjeg velikog remonta laka istisnina bila 9670 tona, a puna 14.650 tona. USS LaSalle preko svega je bio dug 158,8 metara (na vodnoj crti mjeri 155,4 m), širina mu je bila 25,6 m, dok je najveći gaz bio 6,4 m.

## Pogonska skupina
Pogonsku skupinu čine dva vodocijevna parna kotla Babcock & Wilcox koji rabe dizel gorivo oznake F 76 i rade pri tlaku 42,2 kg/cm2 proizvodeći paru pregrijanu na 467oC. Ta para služi za pogon dviju turbina De Laval snage 17.897 kW (24.000 KS) koje preko reduktora i dvije osovine pokreću dva petokrilna brodska vijka stalnog uspona.
Brod ima dvije odvojene strojarnice, a u svakoj se nalazi po jedan parni kotao, turbina, reduktor i dva parna generatora. Najveća brzina zapovjednog broda USS LaSalle je bila 21,6 čvorova, dok je brzina krstarenja 20 čv. Doplov je iznosio 9600 nautičkih milja pri brzini 16 čv, odnosno 16.500 Nm pri brzini od 10 čv. Među pomoćnim strojevima su četiri parna generatora i barem dva dizelska generatora Cattepillar ukupne snage 3600 kW. Valja napomenuti kako se svi pogonski strojevi nalaze ispod razine palube za ukrcaj desantnih plovila.

## Naoružanje
Zadaće zapovjednog broda USS LaSalle nisu uključivale izravno sudjelovanje u borbi te stoga on nije niti imao potrebu za snažnim i suvremenim ofenzivnim, već samo za nužnim obrambenim naoružanjem i sustavima jer su ga tijekom operacija štitili drugi ratni brodovi i letjelice američke ratne mornarice.
Najvažnije naoružanje je bio bliskoobrambeni oružni sustav (eng. Close-In Weapons System, CIWS) General Dynamics Pomona Division (sadašnji Hughes Missile Systems) Phalanx Mk 15 koji je ponajprije služio za obranu od niskoletećih protubrodskih projektila i letjelica. Sustav Mk 15 Block 1 činila su dva oružna podsustava Mk 16 smještena na bokovima broda na kraju pramčanog nadgrađa, lokalne i daljinske nadzorne ploče te indikatori u zapovjednom središtu i na zapovjednom mostu broda. Svaki podsustav Mk 16 (mase 6,18 tona) na stabiliziranom postolju imao je jedan šestocijevni top M61A1 Vulcan sustava Gatling kalibra 20 mm s po 1500 komada granata u bubnju i dopplerski radar Lockheed Electronics AN/UPS-2 koji radi u J opsegu s dvije antene (jedna za praćenje cilja, druga za praćenje ispaljenih granata) smještene u uočljivoj kupoli. Polje djelovanja po smjeru je 310 stupnjeva, a elevacija od -25 do +85 stupnjeva. Sam top ima polaznu brzinu projektila 1030 m/s, brzinu paljbe 4500 hitaca u minuti i rabi streljivo kalibra 20x 102 mm s potkalibranim projektilima, a učinkoviti domet mu je oko 1 Nm (1853 m).
Kad je ušao u službu USS LaSalle imao je ukupno četiri topničke instalacije Mk 33 od kojih su se dvije nalazile na bokovima pramčanog kaštela ispred nadgrađa, a dvije su bile na bokovima krmenog kraja glavnog nadgrađa. Svaka instalacija (u početku službe bile su otvorene, ali su na njih 1975. postavljene zaštitne kupole te su dovedene na standard Mod. 13) imala je po dva dvonamjenska topa oznake Mk 22 kalibra 3 in (76,2mm). Još u sedamdesetim godinama uklonjena je jedna krmena instalacija, a tijekom remonta početkom osamdesetih iskrcana je i druga krmena instalacija i umjesto nje postavljena su dva podsustava Mk 16, da bi konačno za vrijeme posljednje modernizacije 1993. i 1994. bile uklonjene i pramčane instalacije i ugrađeni topovi Bushmaster. Polazna brzina projektila bila je 823 m/s uz brzinu paljbe pojedinog topa (duljina cijevi 50 kalibara) od 100 hitaca u minuti. Domet protiv površinskih ciljeva iznosio je 7 Nm (13 km), a protiv ciljeva u zraku 8,951 m, dok je elevacija bila od -14 do +85 stupnjeva. Sustavi za upravljanje paljbom tih topova (jedan Mk 56 i dva Mk 63) uklonjeni su još 1977. – 78.
Posljednje naoružanje koje je postavljeno na zapovjedni brod šeste flote su bila dva postolja Mk 88 za topove McDonnell Douglas Mk 38 Mod 0 Bushmaster kalibra 25/81 mm. Oni su ponajprije bili predviđeni za gađanje malih ciljeva na površini, na daljinama do oko 1,33 Nm (2,5 km). Top je mogao ispaliti do 175 hitaca u minuti, a njime tri člana posade upravljaju ručno uz elevaciju od -20 do +55. U kutiji s lijeve strane ne stabiliziranog postolja nalazilo se 170 komada streljiva. Za smještaj tih topova na bokovima nadgrađa na palubi admiralskog mosta dograđena su posebna postolja.
Uz njih za blisku obranu broda služilo je i šest strojnica M2HB kalibra 0,5 in (12,7 mm) učinkovitog dometa 0,98 Nm (1,83 km), svaka s po dva člana posade. Njihova postolja raspoređena su na bokovima pramca, nadgrađa ispred krila zapovjednog mosta te krme uz letnu palubu.
Kad su izgrađeni brodovi klase Raleigh mogli su ukrcati, primjerice, do šest helikoptera Boeing CH-46 Sea Knight za koje su imali samo letnu palubu, ali bez hangara. Zbog toga je kod preuređenja u zapovjedni brod USS LaSalle na lijevoj strani prostrane letne palube dobio hangar duljine 14,5 i širine 5,9 m. U njemu je stalno bio smješten jedan helikopter Sikorsky SH-3H Sea King koji se ponajprije rabi za transport, traganje i spašavanje te logističku potporu u plovidbi, a djelovao je u sklopu mornaričke postrojbe HC-2. Postiže brzinu od 267 km/h uz dolet 1166 km.

## Elektronička oprema
Zbog svoje namjene zapovjedni brod USS LaSalle je raspolagao s vrlo opsežnom elektroničkom opremom, među kojom su ipak najvažniji bili brojni visoko sofisticirani komunikacijski (ponajprije satelitski) sustavi za održavanje veze s plovnim jedinicama flote, zapovjedništvima u Sjedinjenim Državama i drugim granama američkih oružanih snaga te suvremeni sustavi za elektronička djelovanja.
Za motrenje zračnog prostora služio je 2D radar Lockheed Martin AN/SPS-40E koji je radio u B opsegu uz instrumentalni domet do 360 km, a njegova se antena nalazila na vrhu glavnog jarbola. Na postolju ispred nje bila je smještena znatno manja antena radara za motrenje morske površine Raytheon AN/SPS-10F koji je djelovala u G opsegu s dometom od oko 60 km. Na platformi u podnožju jarbola je bila antena navigacijskog radara Raytheon AN/SPS-64(V)9 sustava ARPA što je radilo u I opsegu uz domet 118,5 km. Za prikaz radarske slike, uz ostale, rabili su se i ponavljači tipa AN/ASPA-25G i AN/SPA-50G.
Za elektronička djelovanja rabio se sustav za raščlambu radarskih prijetnji, ometanje i zavaravanje protivničkih radara Raytheon AN/SLQ-32 u inačici (V)3 (ranije je bila ugrađena inačica (V)1) kao i sustav za otkrivanje radarskih prijetnji ArgoSystems AN/WLR-1H(V)3. Za „meku“ obranu brod je na nadgrađu imao četiri šesterocijevna lansera (Mk 137) chaffova i IC-mamaca sustava Loral Hycor Mk 36 SRBOC kalibra 130 mm čiji projektili imaju domet do 2,2 km.
Komunikacijski sustavi za satelitske komunikacije preko mornaričkih mreža uključujući sustav AN/WSC-3 sa stabiliziranim antenama OE-82 na platformama na sredini jarbola, sustav AN/USC-38 (njegove antene postavljene su na posebnim postoljima ispred jarbola i iza njega pod malim bijelim poluloptastim kupolama), sustave Link 11, Link 14 i Link 16 (JITDS), poseban link za prijam podataka s letjelica te komercijalni sustav INMARSAT. Na vrhu cjevastog nastavka jarbola nalazila se antena sustava za taktičku navigaciju (TACAN) AN/URN-25, a uz to brod je imao i suvremeni GPS sustav.
Uz vlastito zapovjedno središte USS LaSalle u nadgrađu je imao i taktičko središte za upravljanje (eng. Tactical Flag Command Center, TFCC) šestom flotom gdje ispred nekoliko velikih LCD zaslona i dvadesetak monitora 24 sata dnevno operateri prate aktivnosti vlastite flote.
U suhom doku unutar broda, tj. na palubi koja je prije preinake u zapovjedni brod služila za ukrcaj desantnih plovila, stalno je bila ukrcana stambena barža IX-519. Nastala je pregradnjom barže YC-1643 kojoj je dodano nadgrađe, pa su u njemu i u trupu uređene kabine za smještaj ljudstva. U njoj je većinom boravilo osoblje stožera šeste flote, a imalo je punu istisninu 660 tona, duljinu 33,53 i širinu 9,75 m.

## Uporaba
Nakon ulaska u službu, u veljači 1964., desantno-transportni brod dok USS LaSalle imao je prve ispitne plovidbe u području Kariba i kraj Norfolka, a prva je operacija u kojoj je sudjelovao u listopadu iste godine bila združena vježba američkih i španjolskih marinaca „Steel Pike I“. Nakon nje kratko je bio u sastavu šeste flote, da bi zatim prešao u sklop Karipske desantne skupine te je kao zastavni brod Desantnih snaga Atlantske flote djelovao tijekom krize u Dominikanskoj Republici godine 1965. Sljedeće godine sudjelovao je u uspješnom izvlačenju svemirskog broda Gemini II iz oceana kraj otoka Acension i njegovom transportu do baze Cape Canaveral. Tijekom 1969. LPD-3 poslužio je kao jedna od platformi za ispitivanja na moru prototipa V/STOL zrakoplova Hawker Siddeley AV-8A Harrier.
Kako bi se zamijenio dotadašnji zapovjedni i zastavni brod zapovjednika Pete flote (eng. 5th Fleet) odnosno Bliskoistočnih snaga (Commander, Middle East Force, COMIDEASTFOR) USS Valcour (AGF-1, bivši AVP-55), počekom sedamdesetih odlučeno je da se za tu namjenu pregradi LPD-3 tako da je tijekom 1972. u brodogradilištu Philadelphia Naval Shipyard u istoimenom gradu USS LaSalle preinačen u zapovjedni brod. Tada je na lijevom boku letne palube dograđen hangar, a na desnom boku velika nadstrešnica, te su ugrađeni novi komunikacijski i dodatni klimatizacijski sustavi. Dana 1. srpnja iste godine LPD-3 bio je službeno preklasificiran kao AGF-3, pri čemu je iz administrativnih razloga preskočena oznaka AGF-2, kako bi USS LaSalle mogao zadržati svoj stari flotni broj. Cijeli je obojen u bijelu boju i od 1972. do 1993. rabljen kao zapovjedni brod COMIDEASTFOR pri čemu je najčešće rabio Bahrain kao matičnu luku. Tijekom godina sudjelovao je u više akcija u Perzijskom zaljevu, sve do početka devedesetih i operacija Desert Shield i Desert Storm.
Zapovjedni brod šeste flote koja djeluje na Sredozemlju (uključujući i Crno more) USS LaSalle postaje 8. studenog 1994., zamijenivši na toj dužnosti krstaricu USS Belknap (CG-26) istoimene klase. Iako mu je matična luka službeno Norfolk na istočnoj obali SAD-a, u praksi je to Gaeta u Italiji. Na brodu je od 14. svibnja 1993. do svibnja 1994. u luci Portsmouth (savezna država Virginia) proveden veliki remont tijekom kojeg su u njega ugrađeni novi parni kotlovi i promijenjeni su već spomenuti topnički sustavi. Poboljšan je bio i proširen prostor za smještaj brojnih ženskih članova posade, a bivši prostor za smještaj desantnih snaga u stražnjem dijelu glavnog nadgrađa preinačen je u dvije palube visok prostor za zapovjednika šeste flote i njegov stožer. U predkriznim stanjima i kriznim operacijama ondje su se mogli smjestiti i članovi Združenog stožera namjenskih snaga (JTF).
Nakon tragičnog događaja 11. rujna 2001., La Salle je igrao ulogu u borbi protiv terorizma. Sudjelovao i u operacijama Enduring Freedom i u operaciji Iračka sloboda (eng. Operation Iraqi Freedom]). Jedna od zadnjih zadaća ovog broda bila je potpora NATO snagama u osiguravanju međunarodnih voda oko Grčke tijekom  Olimpijskih igara 2004. u Ateni. Dana 25. veljače 2005. kao zapovjedni brod 6. flote ga je zamijenio USS Mount Whitney (LCC-20).

### Unutarnje poveznice
- USS Enterprise (CVN-65)

### Zajednički poslužitelj
|  | Zajednički poslužitelj ima stranicu o temi USS La Salle (AGF-3)    |
|  | Zajednički poslužitelj ima još gradiva o temi USS La Salle (AGF-3) |